# Erik Blomqvist (Schachspieler)
Erik Axel Åke Blomqvist (* 19. Oktober 1990 in Stockholm) ist ein schwedischer Schachspieler.

## Mannschaftsschach
Vereinsschach spielt er beim SK Rockaden Stockholm, seit der Saison 2006/07 gehört er der ersten Mannschaft in der Elitserien an. Mit seinem Verein wurde er 2008, 2009, 2014, 2016, 2021, 2023, 2024 und 2025 schwedischer Mannschaftsmeister, außerdem nahm er an den European Club Cups 2008, 2014, 2016, 2022, 2023 und 2024 teil, wobei er 2008 das zweitbeste Ergebnis am dritten Brett erreichte. In der norwegischen Eliteserien spielt Blomqvist in der Saison 2016/17 für den Nordstrand Sjakklubb. Für die schwedische U16-Nationalmannschaft nahm er an der Junioren-Olympiade 2006 in Doğubeyazıt teil, mit der Nationalmannschaft an den Mannschaftseuropameisterschaften 2013 in Warschau und 2015 in Reykjavík.

## Titel und Rating
Im November 2008 erhielt er den Titel Internationaler Meister (kurz IM). Seine erste IM-Norm erzielte er beim A-Open in Pardubice im Juli 2006. Bei Übererfüllung mit 6 Punkten aus 9 Partien gewann er unter anderem gegen Beata Kądziołka und spielte Remispartien gegen die Großmeister Tomáš Likavský und Boris Sawtschenko. Die zweite IM-Norm erzielte er ein Jahr später, im Juli 2007, beim Politiken Cup in Helsingør, bei dem er unter anderem die Großmeister Alexander Stripunsky und Þröstur Þórhallsson besiegen konnte sowie gegen Peter Heine Nielsen und Stellan Brynell remisierte. Die abschließende IM-Norm erzielte er erneut in Pardubice, beim A-Open im Juli 2008. Eine vierte IM-Norm, die er mit 6 Punkten aus 7 Partien beim European Club Cup in Kallithea (Chalkidiki) im Oktober 2008 erzielte, benötigte er nicht mehr. Großmeister ist er seit Oktober 2013. Die Normen hierfür erzielte er bei der U20-Weltmeisterschaft 2010 im polnischen Chotowa, beim Politiken Cup in Helsingør im August 2011 sowie bei einem First Saturday GM-Turnier in Budapest im Juli 2013.
2016 gewann Blomqvist die schwedische Einzelmeisterschaft in Uppsala, 2019 wurde er in Eskilstuna erneut schwedischer Meister.
Mit seiner höchsten Elo-Zahl von 2574 lag er im Januar 2017 hinter Nils Grandelius und Evgeny Agrest auf dem dritten Platz der schwedischen Elo-Rangliste.